# Mont des Arts
Mont des Arts, eller Kunstberg (nederländska), Konstens berg, är ett känt landmärke i Bryssel i Belgien. Det byggdes åren 1954–1969. Från berget har man en vy över hela centrala Bryssel där man ser Grand-Place och stadshusets torn. En riktigt solig dag går det att se bort till Atomium.